# Delftsche Bank
De Delftsche Bank was een Nederlandse bank.
De bank startte op 1 januari 1897 met een geplaatst kapitaal van 84.000 gulden. J.H. Tonnaer ontwierp een kantoorgebouw voor de bank dat in december 1897 geopend werd. Aanvankelijk werden schijnbaar goede resultaten geboekt en in 1903 nam de directie het initiatief tot de oprichting een hypotheekbank. Kort daarna leidden geruchten echter tot een run op de bank en in december werd de bank op eigen verzoek failliet verklaard. Uiteindelijk werd aan crediteuren 63% van hun vorderingen uitbetaald.